# Молитва до святого Михаїла

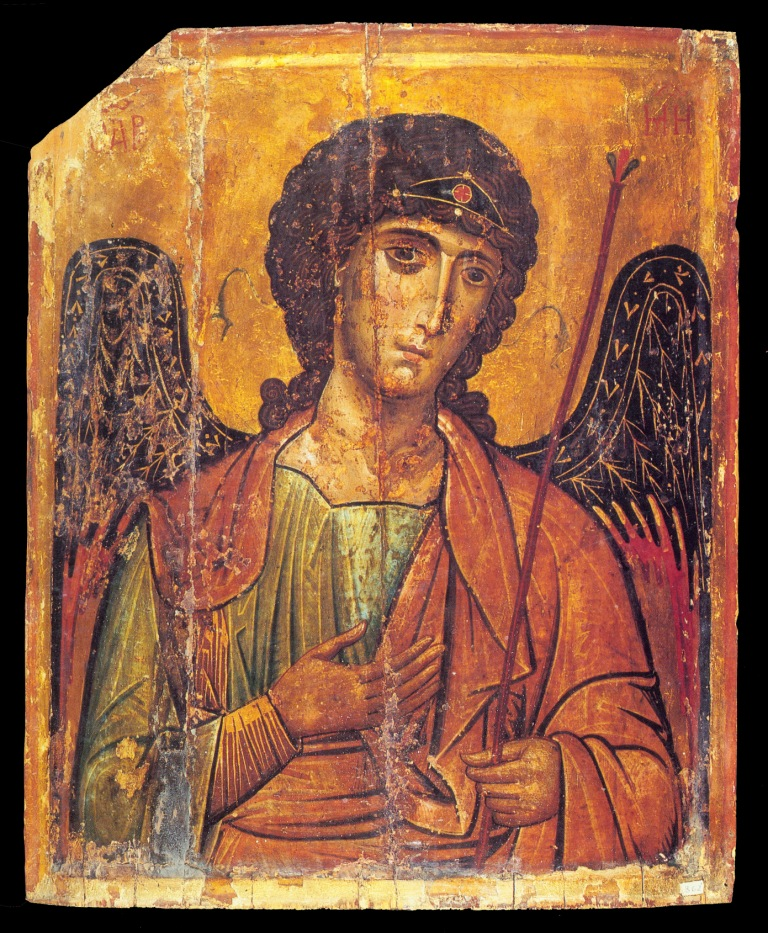
Архангел Михаїл (XIII ст.) Синайський монастир св. Катерини

Молитва до Святого Архангела Михаїла — молитва про екзорцизм, написана 13 жовтня 1884 року Папою Левом XIII (1878–1903) після екстазу, що супроводжувався, за переказами, закликами сатани до Ісуса Христа, де перший обіцяв зруйнувати католицьку церкву протягом 100 років.
Римський ритуал 1922 року пов'язує його з «Малим екзорцизмом Лева XIII», який є ще однією молитвою до Архангела Михаїла, причому малий екзорцизм не є частиною згаданих Леонінських молитов. Ці молитви читалися після кожної малої меси, не будучи частиною самої меси, з 1884 до 1965 року, коли інструкція Inter Oecumenici заборонила їх. Довша молитва «Малий екзорцизм» заохочується як особиста молитва для мирян, а у 2018 році була рекомендована Папою Франциском. 

## Історичний контекст
На час створення молитви масштабною загрозою для церкви була кампанія італійського уряду проти Папської держави. Текст 1890 року був складений і опублікований через двадцять років після того, як захоплення Риму 1870 року позбавило останнього Папу залишку його тимчасового суверенітету. Папська резиденція у Квірінальському палаці була перетворена на резиденцію короля Італії. 

## Застосування
Молитва малого екзорцизму може бути прочитана приватно всіма вірними: мирянами, богопосвяченими особами та священнослужителями. Ці особисті молитви заохочувалися Папою Іваном Павлом II та Папою Франциском для промовляння про себе; однак лише священники, належним чином уповноважені своїм єпископом, можуть використовувати її як молитву екзорцизму для третьої особи, а тим більше під час молитовних зібрань або якщо особа визнана одержимою, як це передбачено в каноні 1172 року, для якої священник-екзорцист промовляє згаданий Великий екзорцизм. Відповідь Конгрегації доктрини віри від 29 вересня 1985 року про заборону молитви Лева XIII стосується лише молитовних зібрань.

## Сучасність
На сьогодні молитва до св. Архангела Михаїла використовується не часто під час служби, адже містить застарілі для сучасної церкви постулати. Так, прихильники молитви зрештою виголошують виправдання на користь вжитку. Йдеться про те, що молитва, за словами апологетів, не є приватним чи урочистим екзорцизмом, бо не містить прокльонів, екзорцистичних формул, спрямованих на злого духа. Отож, оскільки молитва містить благання, то це молитва про звільнення.  

### Криза 2018 року і повернення до молитви
У зв'язку з сексуальним скандалом за участю кількох представників єпископату та духовенства, Папа Франциск звернувся до боговірних по всьому світу з проханням щодня протягом жовтня молитися під час Розарію до Пресвятої Богородиці, а також тримати піст і просити покаяння, про які вже говорили у Посланні до Божого люду від 20 серпня 2018 року для захисту церкви від сатани, «великого обвинувача», і завершити древньою молитвою Sub Tuum Praesidium, присвяченою Богородиці, та молитвою до святого Архангела Михаїла.

## Дивись також
Екзорцизм
Молитва до ангела-охоронителя
Архангел Михаїл